# Julian Phelps Allan
Julian Phelps Allan, de nacimiento Eva Dorothy Allan, OBE (Millbrook, 1892 – Buckinghamshire, 1996) fue una escultora británica que desarrolló su actividad artística entre 1923 y 1960. Además de esculpir, sirvió en la Primera Guerra Mundial y en la Segunda Guerra Mundial, llegando al grado de coronel del Servicio Territorial Auxiliar y a primera presidenta de la Junta de Selección de la Oficina de Guerra ATS. 

## Trayectoria
Durante la Primera Guerra Mundial, sirvió en el Cuerpo Auxiliar del Ejército Queen Mary en Francia entre 1917 y 1919. Después de la guerra, se formó como profesora de economía doméstica para luego pasar a estudiar arte en la Westminster School of Art y, de 1922 a 1925, en la Royal Academy of Arts. Obtuvo una beca Landseer en 1923 y ganó la Medalla de Oro de la Royal Academy en 1925. En 1926, fue a Florencia como alumna del artista Libero Andreotti. Estudió también con Eric Gill. Continuó investigando y estudiando a lo largo de toda su vida profesional, visitando Yugoslavia en 1933, Croacia en 1936 (donde conoció al escultor Ivan Meštrović en Zagreb) y, después de la guerra, Francia para estudiar arte románico y, en 1954, Serbia y Yugoslavia para investigar sobre arte bizantino.
Asumió formalmente la identidad Julian Phelps Allan en 1929. Algunos comisarios de la Tate han sugerido que, al tomar un nombre masculino, Allan estaba declarando su identidad lesbiana. Sin embargo, cabe la posibilidad de que sintiera la necesidad de un nombre masculino para que su trabajo como escultora profesional fuera tomado más en serio. En la Segunda Guerra Mundial, sirvió en el Servicio Territorial Auxiliar donde se convirtió en coronel, y fue la primera Presidenta de la Junta de Selección de la Oficina de Guerra ATS. Posteriormente fue galardonada con la Orden del Imperio Británico.
Muchas de sus obras, particularmente desde 1947, son de tema eclesiástico. Se la ha descrito como una persona decidida y religiosa que valoraba su independencia y capacidad de elección. También realizó esculturas arquitectónicas, incluidos bajorrelieves, para los hospitales de Lambeth y Maudsley. Expuso en la Royal Academy entre 1929 y 1938, regresando en 1946 y en 1949, y desde 1947 expuso su trabajo en la Royal Society of Arts. Fue miembro asociado de la Royal British Society of Sculptors desde marzo de 1938 hasta que renunció en 1941, pero se reincorporó en 1945, y se convirtió en miembro en 1947. También miembro de la organización "Sculptures and Memorials", fundada en 1934 para apoyar a escultores británicos que trabajaran la piedra local. Desde aproximadamente 1950 a 1970 , vivió en Escocia, en Balerno, Edimburgo, donde tuvo un estudio que más tarde fue utilizado por el escultor Michael Snowden.
Se quedó ciega en 1974, y posteriormente se quedó sorda. Murió el 31 de enero de 1996 en Buckinghamshire,  a los 103 años de edad.

## Obras significativas

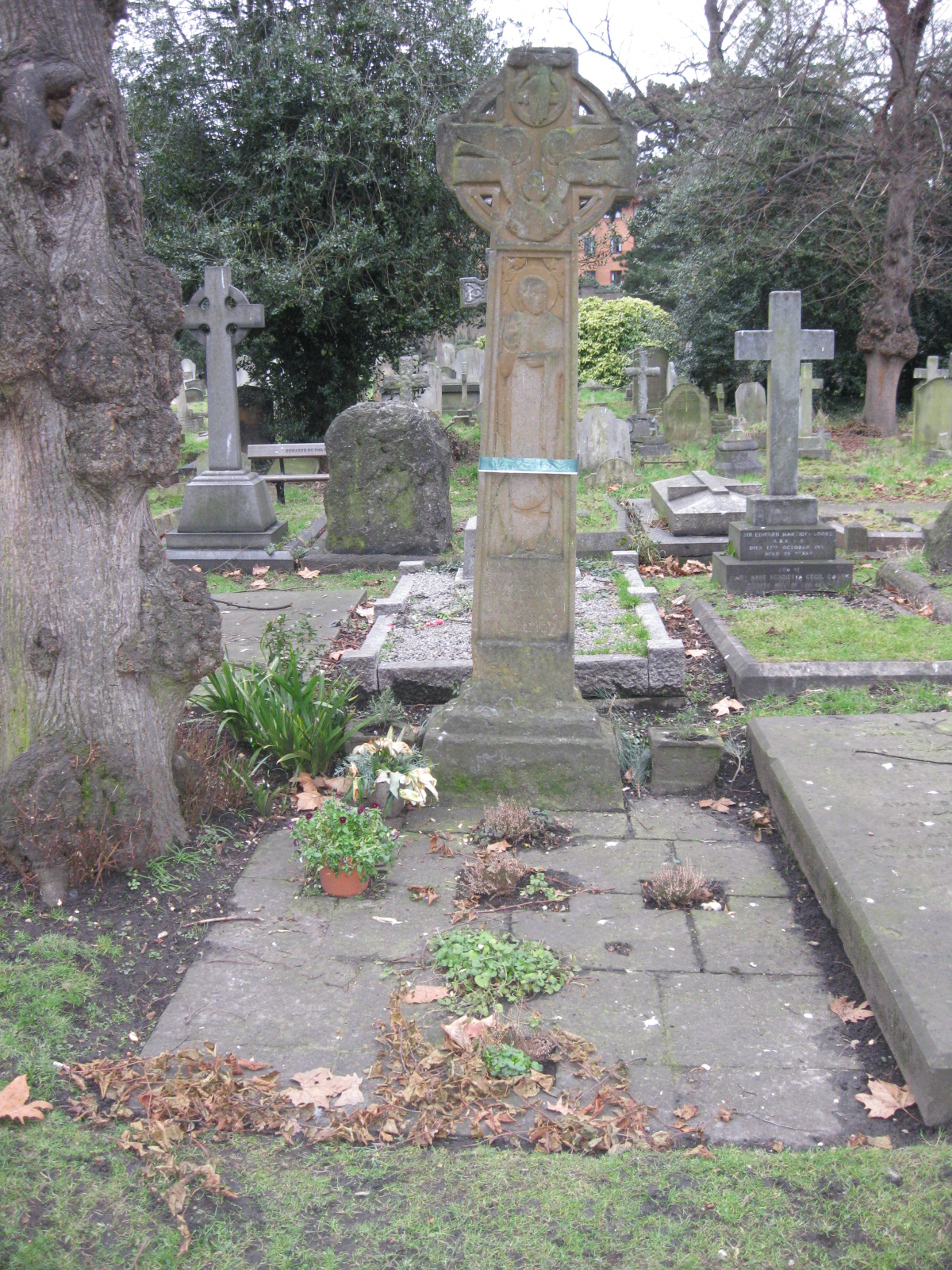
lápida de Emmeline Pankhurst

El trabajo de Allan se encuentra distribuido por todo Reino Unido. Algunos de sus trabajos más significativos incluyen:
- Busto de Marjorie Dunlop en el Tate Galería (1928).[6]
- Lápida de Emmeline Pankhurst en el Brompton Cemetery (1928–1930).[2]
- Relieve del altar de la Downe House School (1932).[2]
- Winged Victory, en la capilla de St. Dunstans National Centre en Ovingdean (1938).[4]
- Esculturas monumentales de latón y bronces conmemorativos.[2]

## Lectura adicional
- Meara, David (1984). «Julian Phelps Allan, sculptor and brass designer». Transactions of the Monumental Brass Society 13: 397-409.

- Datos: Q18639094